# Martin David (básník)
Martin David (* 19. února 1964 Teplice) je český básník a hudebník.

## Život
Vystudoval Střední průmyslovou školu stavební v Děčíně a poté vystřídal řadu zaměstnání (mistr na stavbě, projektant, vedoucí kina, dělník v továrně, topič aj.). Své básně publikoval v časopisech (Revue Teplice, Obratník, Weles, Tvar, Host, Psí víno, Babylon, Dekadent geniální, Dotyky) a v různých sbornících a antologiích.
Věnuje se hře na kytaru a zhudebňuje básně různých autorů (např. Ch. Morgensterna, V. Holana, J. Seiferta, J. Skácela, J. Ortena, I. Blatného či K. Tomana), je členem volného uměleckého sdružení Šlauch. Žije v Teplicích.

## Dílo
- Listí pro jablko (Protis, 1995), ISBN 80-85940-00-0
- Jiné výkladní skříně (Weles, 1999), ISBN 80-238-5356-2
- Venkoncem (Weles, 2003), ISBN 80-239-1866-4
- Rybář na řece Ogh (Milan Hodek, 2015), ISBN 978-80-87688-36-6
- Za obloukem řeky Ogh (Milan Hodek, 2021). ISBN 978-80-88372-24-0

### Účast v antologiích
- Almanach 1987 (samizdat Skupiny XXVI, 1987)
- Kroky ze tmy (Triton, 1996)
- Přetržená nit (Obratník, 1996)
- Žleby 97 (Literární nadace Juno, 1997)
- Skřípavá hudba vrat (Weles, 2000)
- Od břehů k horám (Votobia, 2000)
- Ryby katedrál (Petrov, 2001)
- Cestou (Weles, 2003)
- Co si myslí andělíček (Větrné mlýny, 2004)
- S tebou sám (Dauphin, 2005)
- Údolí neklidu (UJEP, 2009)